# Gustav Friedrich Großmann

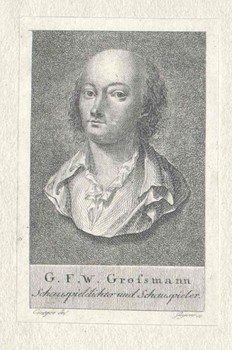
Gustav Friedrich Großmann

Gustav Friedrich Wilhelm Großmann (* 30. November 1746 in Berlin; † 20. Mai 1796 in Hannover) war ein deutscher Schauspieler, Schriftsteller und Theaterregisseur in der Zeit der Aufklärung.

## Biografie
Der Sohn von Johann Gottlob Großmann und dessen Ehefrau Catharina Barbara Baumann kam aus einfachen Verhältnissen. Nach Beendigung seiner Schulzeit konnte er, ausgestattet mit einem kleinen Stipendium, Jura studieren. 1767 beendete er sein Studium erfolgreich und bekam noch im selben Jahr eine Anstellung als Legationssekretär beim königl. preuß. Residenten in Danzig von Jung. Großmann hatte dieses Amt bis 1772 inne.
Er kehrte in diesem Jahr nach Berlin zurück und schloss dort u. a. Bekanntschaft mit den Aufklärern Gotthold Ephraim Lessing und Friedrich Nicolai. Anlässlich einer Abendgesellschaft stellte Lessing die Behauptung auf, „… für ein gutes Schauspiel ein Jahr zu brauchen“. Großmann hielt dagegen „… gute Laune und gute Ideen vorausgesetzt selbiges in drei Tagen zu vollbringen!“. Er gewann die Wette mit seinem Schauspiel „Die Feuersbrunst“, das er drei Tage später vorlegen konnte. Karl Theophil Döbbelin inszenierte die Uraufführung  dieses Stücks anlässlich eines Geburtstags des Herzogs von Braunschweig-Lüneburg Karl I. mit großem Erfolg.
Anlässlich einer Reise traf Großmann in Gotha auf Abel Seyler, der ihn als Aushilfe engagierte, und bereits am 1. Juli 1774 konnte er als „Riccaut de la Marlinière“ debütieren. Der Erfolg dieses Auftritts veranlasste Großmann, sich seinen Lebensunterhalt zukünftig als Schauspieler zu verdienen.
Am 17. November desselben Jahres heiratete er in Gotha Caroline Sophia Augusta Flittner (1752–1784), die Witwe des sächsischen Regierungsrats Jacques Flittner. Mit ihr hatte er elf Kinder, darunter den späteren Schauspieler Hans Wolfgang Großmann; die Schauspielerin Friederike Bethmann-Unzelmann war seine Stieftochter.
1778 verließ er seine Ehefrau und übernahm zusammen mit Karl Hellmuth die Leitung des Hoftheaters in Bonn. Am 26. November 1778 wurde es mit dem Stück „Wilhelmine von Blondheim“ wieder eröffnet; die Hauptrolle spielte Battori. Seine Truppe spielte auch in anderen Städten, darunter in Köln und Münster. 1780 bis 1782 gastierte er mit der kurkölnischen Hofschauspielergesellschaft regelmäßig in Frankfurt am Main. 1781 konkurrierte er mit der Theatertruppe von Johann Heinrich Böhm um die Eröffnungsvorstellung im damals in Bau befindlichen Comoedienhaus. Catharina Elisabeth Goethe, mit der er in Briefwechsel stand und die Patin eines seiner Kinder war, gehörte zu seinen Befürwortern. Schließlich setzte Großmann sich gegen seinen Rivalen durch und eröffnete am 3. September 1782 mit dem Stück Hanno, Fürst im Norden von Johann Christian Bock das neue Haus. Von 1783 bis 1786 war er der erste Direktor des städtischen Theaters. Da er gleichzeitig auch dem Mainzer Theater vorstand, teilte er seine Truppe zeitweise zwischen den beiden Standorten auf und überließ seiner Frau die Leitung des jeweils anderen Teils. Er brachte Stücke von Autoren der Sturm-und-Drang-Zeit auf die Frankfurter Bühne, beispielsweise die Uraufführung von Kabale und Liebe am 13. Juni 1784, aber auch Dramen von Shakespeare und Opern von Mozart, wie die Frankfurter Erstaufführung der Entführung aus dem Serail 1783. Zu seinem Ensemble gehörten bedeutende Künstler wie Neefe, Unzelmann und seine Stieftochter Bethmann-Unzelmann.
Am 28. März 1784 starb seine Ehefrau Caroline und nach dem obligaten Trauerjahr heiratete Großmann im März 1785 die Schauspielerin Margarethe Victoria Schroth. Mit ihr hatte er zehn Kinder, darunter die späteren Schauspielerinnen Doris und Leopoldine Großmann. In der Nacht vom 16. zum 17. April 1785 brach in Großmanns Wohn- und Arbeitsräumen im Theater ein Feuer aus, bei dem er seine gesamte Habe verlor. Er selbst wurde beim Versuch zu löschen und wichtige Papiere zu retten erheblich verletzt. Seine Kinder mussten mit Leitern aus dem zweiten Stock gerettet werden. Die Frankfurter Bürger veranstalteten sofort eine Sammlung zu seinen Gunsten, und bereits drei Tage nach dem Unglück stand er im halbverbrannten Frack und mit verbundenem Kopf und Händen als Maler in Der teutsche Hausvater wieder auf der Bühne. Bald darauf legte Großmann die Theaterleitung nach Auseinandersetzungen mit dem Pächter, Hofrat Johann August Tabor, nieder und verließ Frankfurt für immer.
1786 schloss er sich in Köln mit Christian Wilhelm Klos für eine Theaterunternehmung zusammen. Diese Geschäftsbeziehung stand unter keinem guten Stern, da Großmann schon bald u. a. wegen Betrugs angezeigt wurde. Nach dem verlorenen Prozess ließ sich Großmann in Hannover nieder und wirkte dort auch als Schauspieler. Zum Skandal geriet allerdings Großmanns Versuch, trotz rechtskräftiger Verurteilung sich 1787 mittels eines Pamphlets zu rechtfertigen.
1788 wurde Großmann zum Direktor des hannoverschen Hoftheaters berufen, dort allerdings mehrfach aufgrund der Aufführung herrschaftskritischer Stücke gerügt. Nachdem er in einem Schauspiel dann jedoch die Ausbeutung der Bauern und auch noch die Unfähigkeit der Herrscher kritisiert hatte, wurde Großmann 1794 in das Clevertor-Gefängnis eingeliefert – und erhielt Berufsverbot in den hannoverschen Landen.
Unterdessen hatte Großmann 1792 in Bremen auf Vermittlung des späteren Theaterdirektoren Daniel Schütte und mit finanzieller Unterstützung vermögender Bürger ein Schauspielhaus auf der Junkernbastion Am Wall errichten lassen – das erste Bremer Stadttheater – und trat hier bis 1796 immer wieder mit seiner Schauspieltruppe auf.
Am 3. Februar 1795 gab Großmann den Kantor Ferbius in seinem Stück „Wer wird sie bekommen?“ am Hoftheater Hannover. Er steigerte sich in einer Art und Weise in seine Rolle, dass er in seinen Sympathiebekundungen für die französische Revolution einen großen Teil des Publikums gegen sich aufbrachte, darunter Augusta von Hannover und ihre Tochter Caroline von Braunschweig. Zwei Tage später wurde Großmann schriftlich aufgefordert, sich zu entschuldigen und zu rechtfertigen. Er weigerte sich und verfasste eine weitere Verteidigungsschrift (3–4 Bogen), die der Hof als beleidigend empfand.
Darauf folgte seine sofortige Verhaftung und Verurteilung wegen Majestätsbeleidigung und Gotteslästerung. Als man nach sechs Monaten bei ihm Schwindsucht diagnostizierte, entließ man ihn und sprach ein Berufsverbot auf Lebenszeit aus. Verbittert und krank, zog er sich zurück und starb im Alter von 49 Jahren am 20. Mai 1796 in Hannover.
Als Schauspieler bzw. als Prinzipal beeinflusste Großmann eine Vielzahl von Schauspielern, wie z. B. Joseph Karl Ambrosch, Friederike Bethmann-Unzelmann, Johann Heinrich Bösenberg, Denner, Fanny Fiala, Dorothea Keilholz, Johann Karl Liebich, Charlotte Amalie Neuhaus, Anton Steiger, Karl Wilhelm Ferdinand Unzelmann u. a.
Sein Stück „Nicht mehr als sechs Schüsseln“ wurde in mehrere Sprachen übersetzt und gilt heute noch als erstes sozialkritisches Zeitstück Deutschlands. Bereits der Literaturhistoriker Karl Heinrich Jördens bezeichnete dieses Stück als Vorbild der neueren Familiengemälde. Viele seiner Stücke sind originär von ihm, bei einigen hatte er bekannte Stücke nach seinem Geschmack umgestaltet.

## Rollen (Auswahl)
- Riccaut de la Marlinière (Minna von Barnhelm, Gotthold Ephraim Lessing)
- Marinelli (Emilia Galotti, Gotthold Ephraim Lessing)
- Kantor Ferbius (Wer wird sie bekommen?, Gustav Friedrich Großmann)
- Leporello (Don Giovanni, Wolfgang Amadeus Mozart)
- Don Quixote (Don Quixote der Zweyte, Carl Ditters von Dittersdorf)

## Werke
Theaterstücke

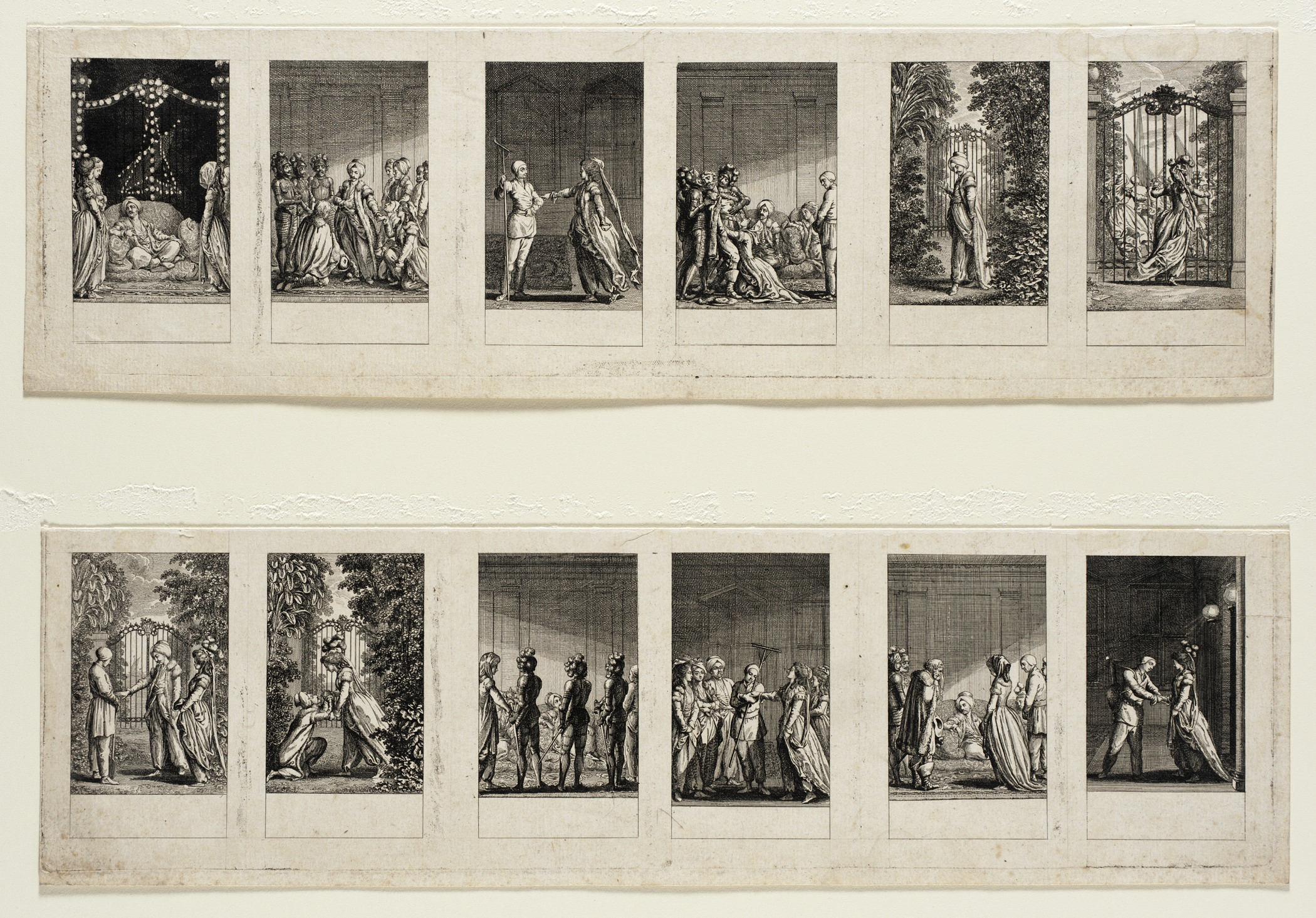
Daniel Chodowiecki: Szenen Adelheid von Veltheim

- Adelheid von Veltheim. Lustspiel mit Gesang in 4 Acten. Dyck, Leipzig 1780. (Musik von Christian Gottlob Neefe)
- Der Barbier von Sevilla, 1776. (nach Pierre Augustin Caron de Beaumarchais)
- Die Ehestandscandidaten. Lustspiel. Stiller, Rostock 1806.
- Eigensinn oder Launen der Liebe. Singspiel in 3 Acten. Hermann, Frankfurt am Main. 1783.
- Die Feuersbrunst oder gute Freunde in der Noth das größte Glück. Crusius, Leipzig 1781.
- Harlekin. Heroisches Schauspiel in 5 Acten. 1791.
- Henriette oder sie ist schon verheiratet. Lustspiel in 5 Acten. Vogel, Leipzig 1784.
- Die Irrungen. Lustspiel. Fleischer, Frankfurt am Main. 1779. (nach William Shakespeare)
- Die Reue vor der That. Singspiel.
- Nicht mehr als sechs Schüsseln. Ein Familiengemälde in 5 Aufzügen. Hermann, Frankfurt am Main. 1786.
- Pygmalion. Lustspiel 1776. (nach Jean-Jacques Rousseau)
- Die schwarzen Brüder. Schauspiel. Stiller, Rostock 1806.
- Das Taschenbuch oder die Banknoten. Petersen, Altenburg 1806.
- Der Teufel im Actenstübchen. Petersen, Altenburg 1806.
- Was dem Einen recht, ist dem Anderen billig. Singspiel. Hermann, Frankfurt am Main. 1783.
- Was vermag ein Mädchen nicht. Singspiel in 4 Acten. Schulbuchhandlung, Braunschweig 1789.
- Wer soll sie bekommen? Singspiel.
- Wilhelmine von Blondheim.

Anderes
- An das gerechtigkeitsliebende Publicum. 1787.
- Briefe an Hrn. K. in L. die Seilerische Bühne in Dresden betreffend. Revonnah-Verlag, Hannover 1996, ISBN 3-927715-72-7.
- Briefe über verschiedene Gegenstände der Bühne. Röhrig, St. Ingbert 1996, ISBN 3-86110-104-1.
- Lessings Denkmal. Eine vaterländische Geschichte. Pockwitz, Hannover 1791.